# Pseudapis stenotarsus
Pseudapis stenotarsus är en biart som beskrevs av Baker 2002. Pseudapis stenotarsus ingår i släktet Pseudapis och familjen vägbin. Inga underarter finns listade i Catalogue of Life.